# نخر أسترالي
نخر أسترالي (الاسم العلمي:Tilletia australiensis) هو نوع من الفطريات يتبع جنس النخر من الفصيلة النخرية.